# Володар перснів (мультфільм)
«Володар перснів» (англ. The Lords of the Rings) — повнометражний анімаційний фільм у жанрі фентезі режисера Ральфа Бакши. Фільм є екранізацією романів «Братерство Персня» і «Дві вежі» Дж. Р. Р. Толкіна. Фільм вийшов у 1978 році.

## Перебіг подій
Події відбуваються в Середзем'ї, у ньому йдеться про групу з людей, ельфів, гномів, гобітів і мага, який об'єднав їх. У них одна мета — знищити Перстень Влади, який був створений темним володарем Сауроном, і впевнитись, що перстень більше ніколи не возз'єднається зі своїм Володарем.
Ральф стикався з творчістю Толкієна і раніше, намагаючись створити анімаційний фільм «Володаря Перснів» до того, як продюсер Сол Заєнтц і компанія «United Artists» надали йому кошти. Фільм відомий за вдале використання ротоскопіювання, технології  з допомогою якої кожен кадр відтворювався зі звичайного фільму (з справжніми акторами і декораціями). У фільмі присутні голоси Вільяма Скваєра, Джона Харта, Міхаеля Грахама Кокса і Антоні Деніалса. Це був один із перших анімаційних фільмів зі звуковою системою «Dolby Stereo».
Хоча ця екранізація була фінансово успішною, вона викликала різну реакцію зі сторони критиків, також вона не мала офіційного продовження у якому розповідалося б про подальшу історію. Незважаючи на все, фільм став культовим, а згодом він вплинув і на трилогію Пітера Джексона «Володар перснів: Хранителі Персня».

## Сюжет
На початку Другої Ери Середзем'я ельфійські ковалі скували дев'ять перснів Влади для смертних людей, сім для королів гномів, а також три для ельфійських королів. Згодом Темний Лорд Саурон зробив перстень Всевладдя і використав його, щоб підкорити Середзем'я. Усі хто зміг об'єдналися під знаменами короля Ісілдура, який згодом здобув перемогу у війні. Після того як Союз Ельфів і Людей розпався, Перстень перейшов до рук короля Ісілдура, який згодом був вбитий орками біля річки Андуїн під час походу. Перстень пролежав на дні річки більше 2500 років.
За цей час Саурон заволодів дев'ятьма перснями влади і підкорив ними волю людей, які їх носили. Перстень Всевладдя був найдений Деголом, якого вбив його друг Смеагол і забрав перстень собі. Перстень змінив тіло і розум Смеагола і зробив його істотою, яка називала себе Голумом. Століттями згодом Більбо Беггінс знайшов перстень в печері Голума і забирає його з собою в Шир.
Декілька років згодом, під час святкування Дня народження Більбо, чарівник Гендальф (Вільям Сквайр) говорить йому залишити перстень своєму родичу Фродо (Крістофер Гуард). Більбо неохоче погоджується і залишає Шир. Через сімнадцять років, Гендальф дізнається, що сили зла дізналися про перстень, який належав Беггінсам. Гендальф зустрічається з Фродо, щоб розповісти історію персня і яку небезпеку воно представляє; Фродо покидає свій будинок, взявши перстень з собою. 
Він у супроводі трьох друзів-хоббітів, Піппіна (Домінік Гуард), Весела (Саймон Чандлер), і Сема (Майкл Скоулз). Після того, як примари майже схопили хоббітів, вони врешті-решт прийти до Брі, звідки Арагорн (Джон Херт) приводить їх у Рівенделл. Проте Фродо був поранений ножем на вершині  гори Амон-Сул головним  примарою персня, і йому стає все гірше і гірше з часом. Примари гналися за ними з того моменту, як вони зустріли ельфа Леголаса (Ентоні Деніелс). На щастя для ельфа і компанії, примари персня не змогли перетнути річку Рівендел.

## Голосовий акторський склад
- Крістофер Гуард
- Вільям Сквайр
- Майкл Скоулз
- Джон Гарт
- Саймон Чендлер
- Домінік Гуард
- Майкл Грегем Кокс
- Ентоні Денієлс
- Девід Бак